# Câble Nintendo GameCube Game Boy Advance
Pour les articles homonymes, voir Câble.
Le câble Nintendo GameCube Game Boy Advance est un câble permettant de connecter le port manette de la Nintendo GameCube et le port d'extension (link) de la Game Boy Advance. Des petits jeux peuvent être téléchargés sur la portable. Elle peut aussi être utilisée comme un écran supplémentaire et une manette pour la GameCube. Cet accessoire s'inspire du Transfer Pak. Il est aussi compatible avec la Wii, la Game Boy Advance SP, le Game Boy Player et le e-Reader. Cette technologie a été supplantée par les possibilités sans fil de la Nintendo DS.

## Jeux GameCube compatibles
- 007 : Quitte ou double
- All-Star Baseball 2004
- Amazing Island
- Animal Crossing
- Batman: Rise of Sin Tzu
- Billy Hatcher and the Giant Egg
- Crash Bandicoot: la Vengeance de Cortex
- Crash Nitro Kart
- Dakar 2
- Disney Sports Basketball
- Disney Sports: Football
- Disney Sports Soccer
- Disney Sports Snowboarding
- Disney's Magical Mirror Starring Mickey Mouse
- FIFA Soccer 2004
- Final Fantasy Crystal Chronicles
- Fire Emblem: Path of Radiance
- Harry Potter et la Chambre des secrets
- Harry Potter et le Prisonnier d'Azkaban
- Harry Potter : Coupe du monde de quidditch
- Harvest Moon: A Wonderful Life
- Harvest Moon: Another Wonderful Life
- Hot Wheels: Velocity X
- Interactive Multi-Game Demo Disc: Version 14 (carte mémoire nécessaire)
- Interactive Multi-Game Demo Disc: Version 16
- Kururin Squash!
- The Legend of Zelda: Four Swords Adventures
- The Legend of Zelda: The Wind Waker
- Madden NFL 2003
- Madden NFL 2004
- Mario Golf: Toadstool Tour
- Mario Kart Double Dash!! Bonus Disc
- Medabots Infinity
- Medal of Honor: Rising Sun
- Mega Man X: Command Mission
- Metroid Prime
- NASCAR Thunder 2003
- Nintendo GameCube Preview Disc
- Nintendo GameCube Service Disc Version 1.0/03[1]
- Nintendo Puzzle Collection
- Pac-Man Vs.
- Phantasy Star Online: Episode I and II
- Phantasy Star Online: Episode I and II Plus
- Pokémon Box
- Pokémon Channel
- Pokémon Colosseum
  - Pokémon Colosseum Bonus Disc
- Pokémon XD : Le Souffle des Ténèbres
- Prince of Persia : les Sables du temps
- Rayman 3: Hoodlum Havoc
- Road Trip: The Arcade Edition
- The Sims: Bustin' Out
- Le Seigneur des anneaux : Le Retour du roi
- Sonic Adventure 2 Battle
- Sonic Adventure DX: Director's Cut
- Star Wars Rogue Squadron III - Rebel Strike
- Tiger Woods PGA Tour 2004
- Tom Clancy's Splinter Cell
- Tom Clancy's Splinter Cell: Pandora Tomorrow
- Tom Clancy's Splinter Cell: Chaos Theory
- The Urbz: Sims in the City
- Wario World
- WarioWare, Inc.: Mega Party Game$

## Jeux Game Boy Advance compatibles
- 007 : Quitte ou double
- Batman: Rise of Sin Tzu
- Crash Nitro Kart
- Disney Sports Basketball
- Disney Sports Soccer
- Disney Sports Snowboarding
- Disney's Magical Quest starring Mickey and Minnie
- FIFA Soccer 2004
- Fire Emblem
- Fire Emblem: The Sacred Stones
- Harry Potter et la Chambre des secrets
- Harry Potter et le Prisonnier d'Azkaban
- Harry Potter : Coupe du monde de quidditch
- Harvest Moon: Friends of Mineral Town
- Harvest Moon: More Friends of Mineral Town
- Hot Wheels: Velocity X
- The Legend of Zelda: A Link to the Past / Four Swords
- Madden NFL 2004
- Mario Golf: Advance Tour
- Medabots: Metabee
- Medabots: Rokusho
- Medal of Honor : Espionnage
- Metroid: Fusion
- Pokémon Émeraude
- Pokémon Rouge Feu
- Pokémon Vert Feuille
- Pokémon Rubis
- Pokémon Saphir
- Prince of Persia : les Sables du temps
- Rayman 3
- Road Trip: Shifting Gears
- Le Seigneur des anneaux : Le Retour du roi
- Les Sims : Permis de sortir
- Sonic Advance
- Sonic Advance 2
- Sonic Pinball Party
- SSX 3
- Tiger Woods PGA Tour 2004
- Tom Clancy's Splinter Cell